# Acanthocercus atricollis
Acanthocercus atricollis är en ödleart som beskrevs av Smith 1849. Acanthocercus atricollis ingår i släktet Acanthocercus och familjen agamer. IUCN kategoriserar arten globalt som livskraftig.
Arten förekommer med flera från varandra skilda populationer i östra och södra Afrika. Den föredrar i östra Afrika bergstrakter mellan 1300 och 2000 meter över havet. Acanthocercus atricollis hittas även i låglandet och upp till 2400 meter över havet. Den klättrar främst på träd och är aktiv på dagen. Ödlan uppsöker främst stora träd med frodig bladverk och med flera parasiter. Honor lägger 4 till 15 ägg per tillfälle.

## Underarter
Arten delas in i följande underarter:
- A. a. atricollis
- A. a. gregorii
- A. a. kiwuensis
- A. a. loveridgei
- A. a. minuta
- A. a. ugandaensis

## Bildgalleri

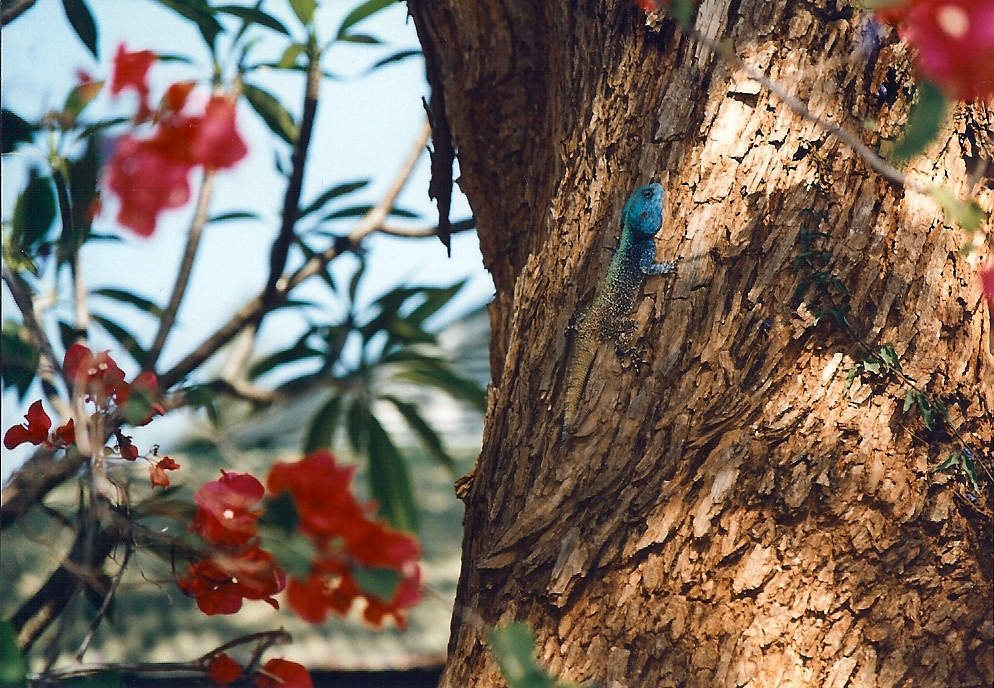
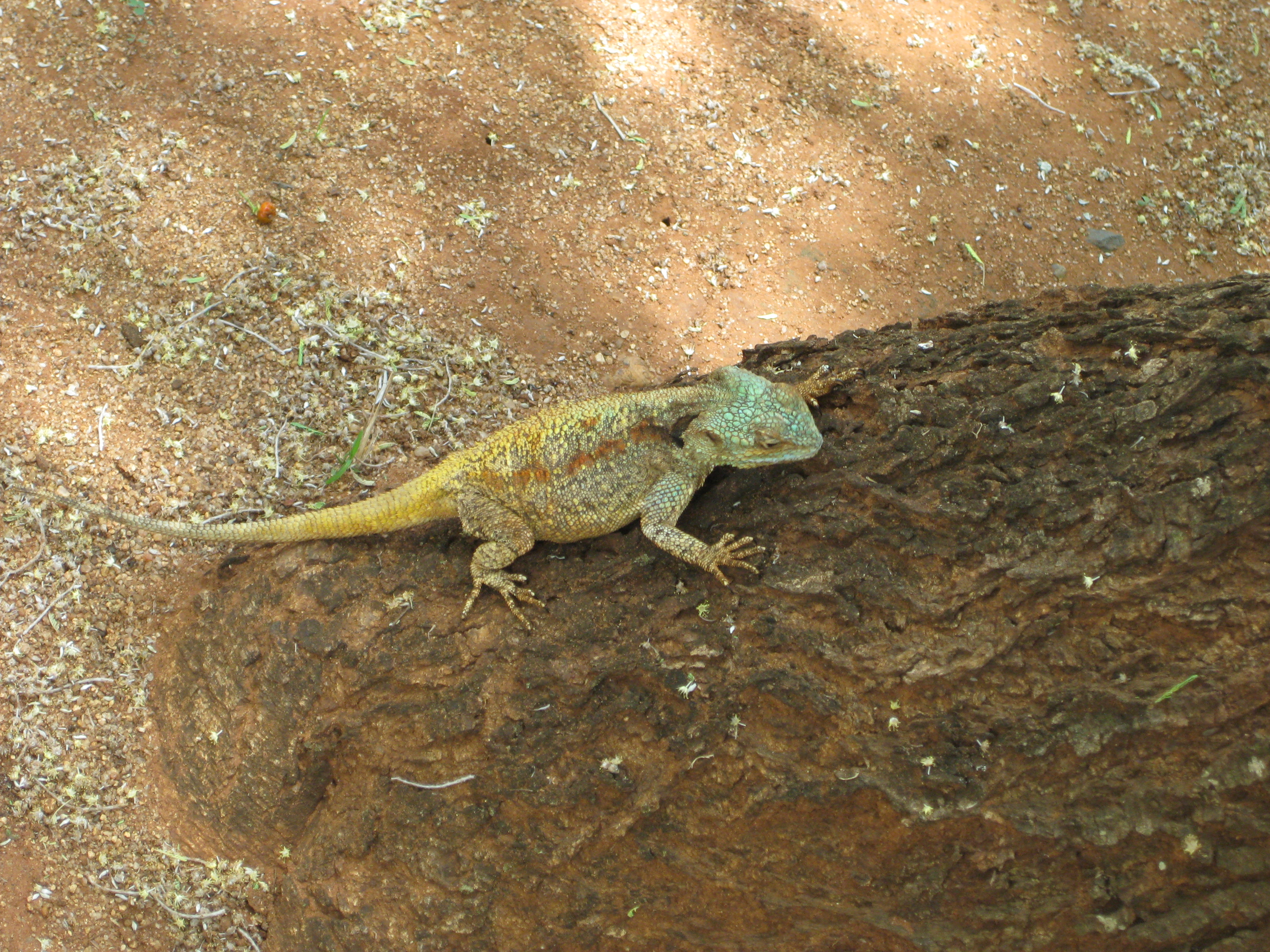
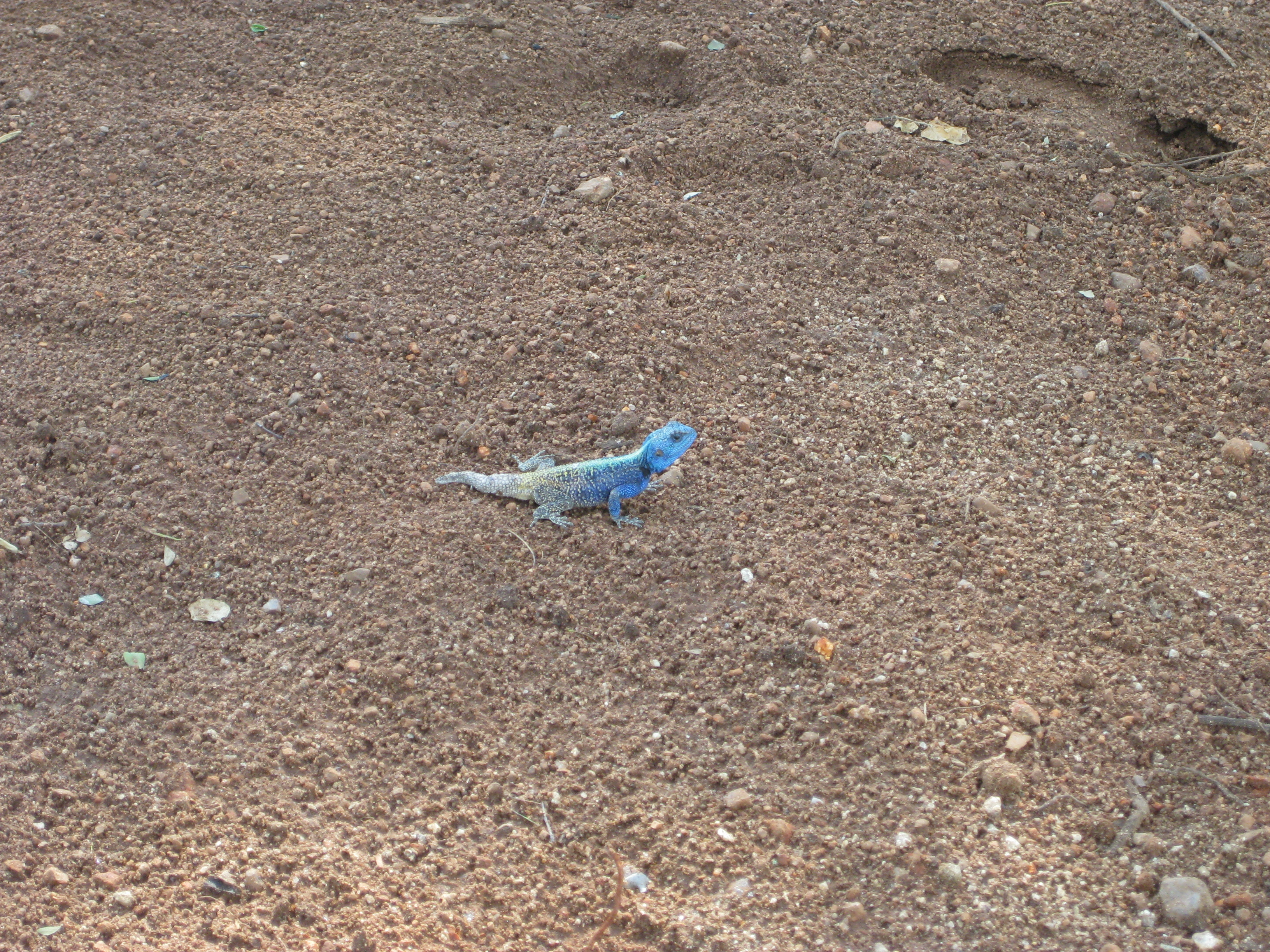
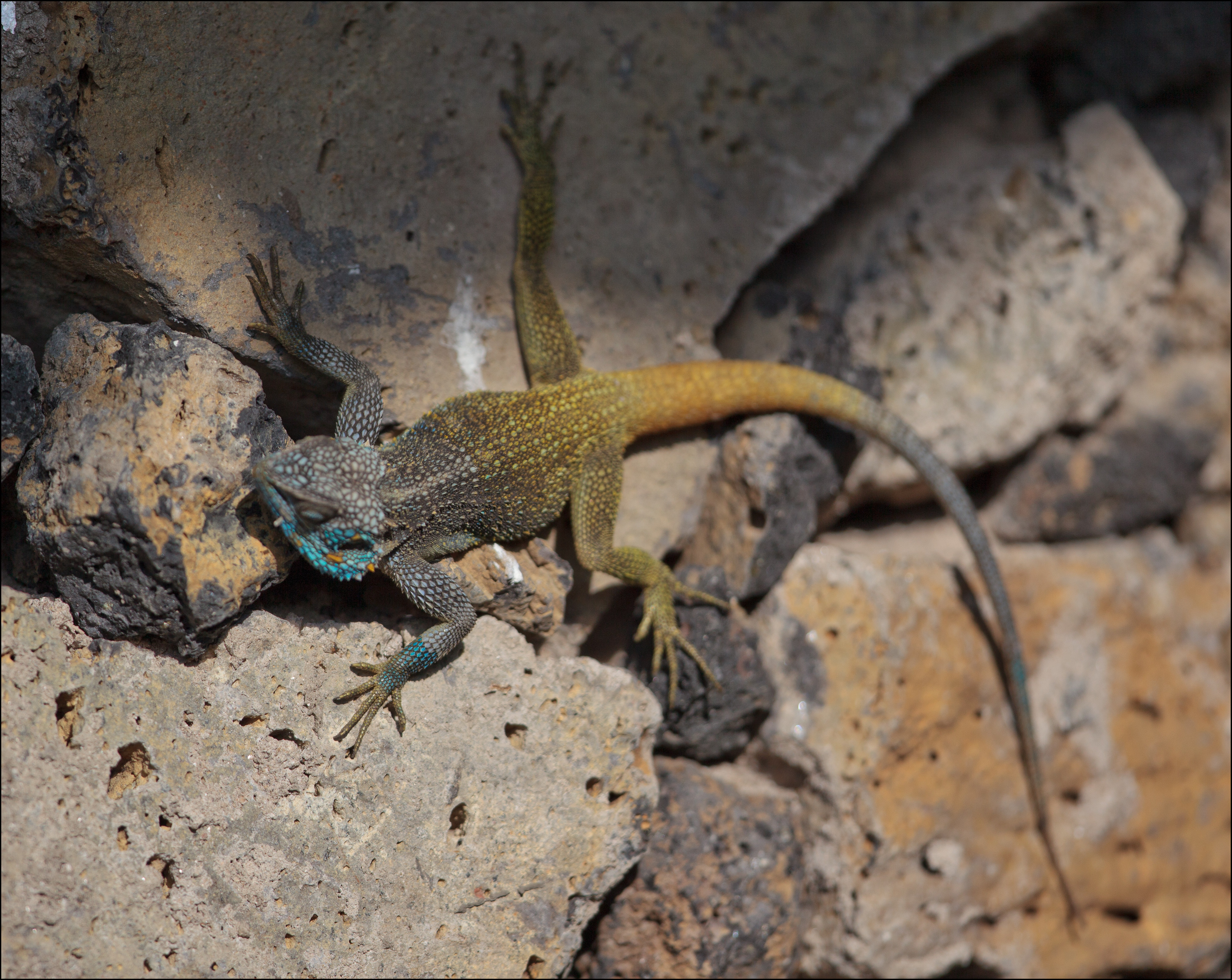